# Cirencester
Cirencester is een civil parish in het westen van Engeland. Het is de grootste plaats in de Cotswolds. De Churn stroomt door Cirencester en mondt iets verder in de Theems uit. De Theems ontspringt er in de buurt. 
Cirencester heette in de tijd van het Romeinse Rijk Corinium Dobunnorum. De eerste schrijver, die het noemde, was Ptolemaeus. De Royal Agricultural University uit 1840 is er gevestigd, dat is de oudste instelling voor agrarisch onderwijs in de wereld waar Engels wordt gesproken.

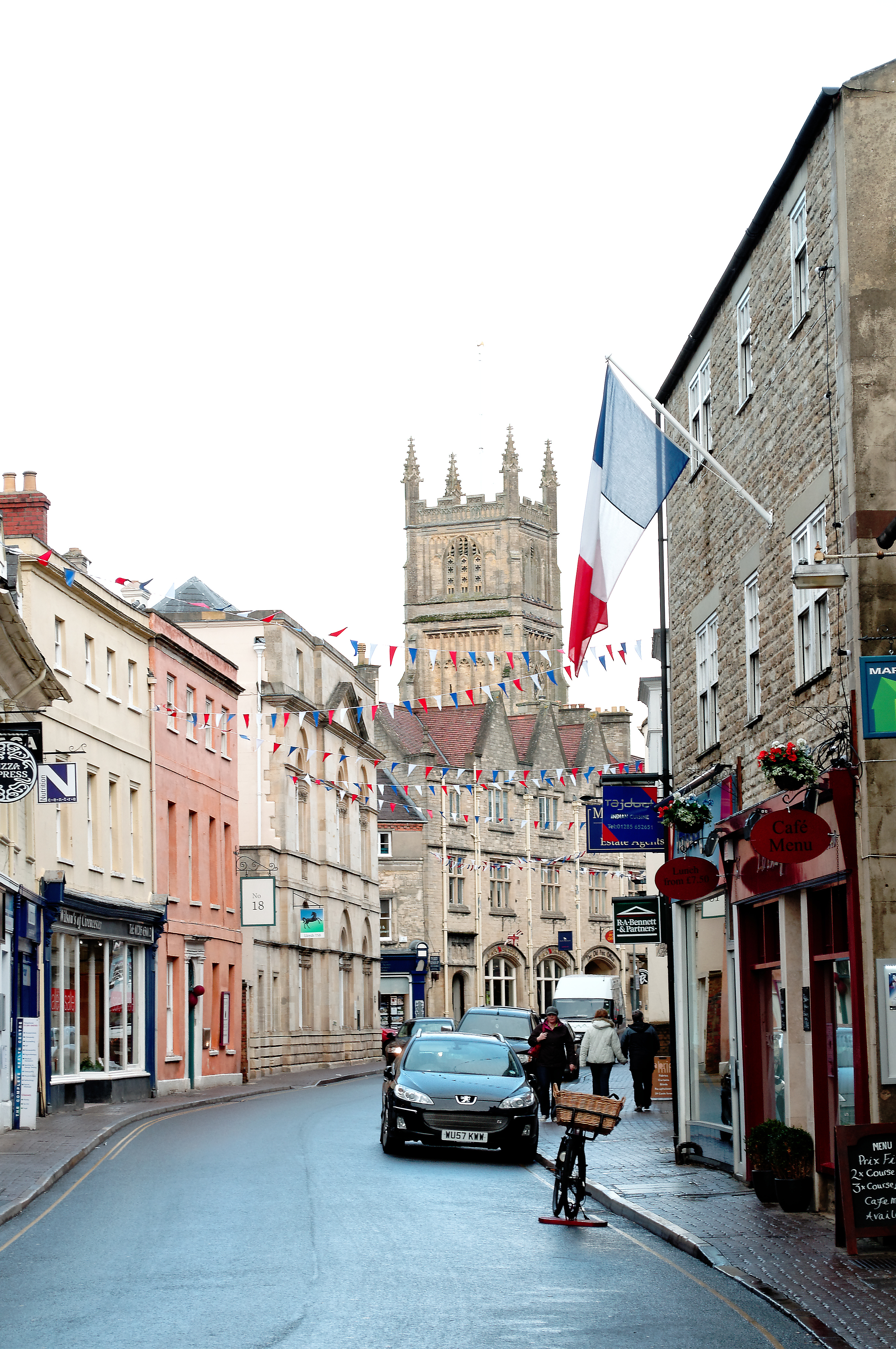
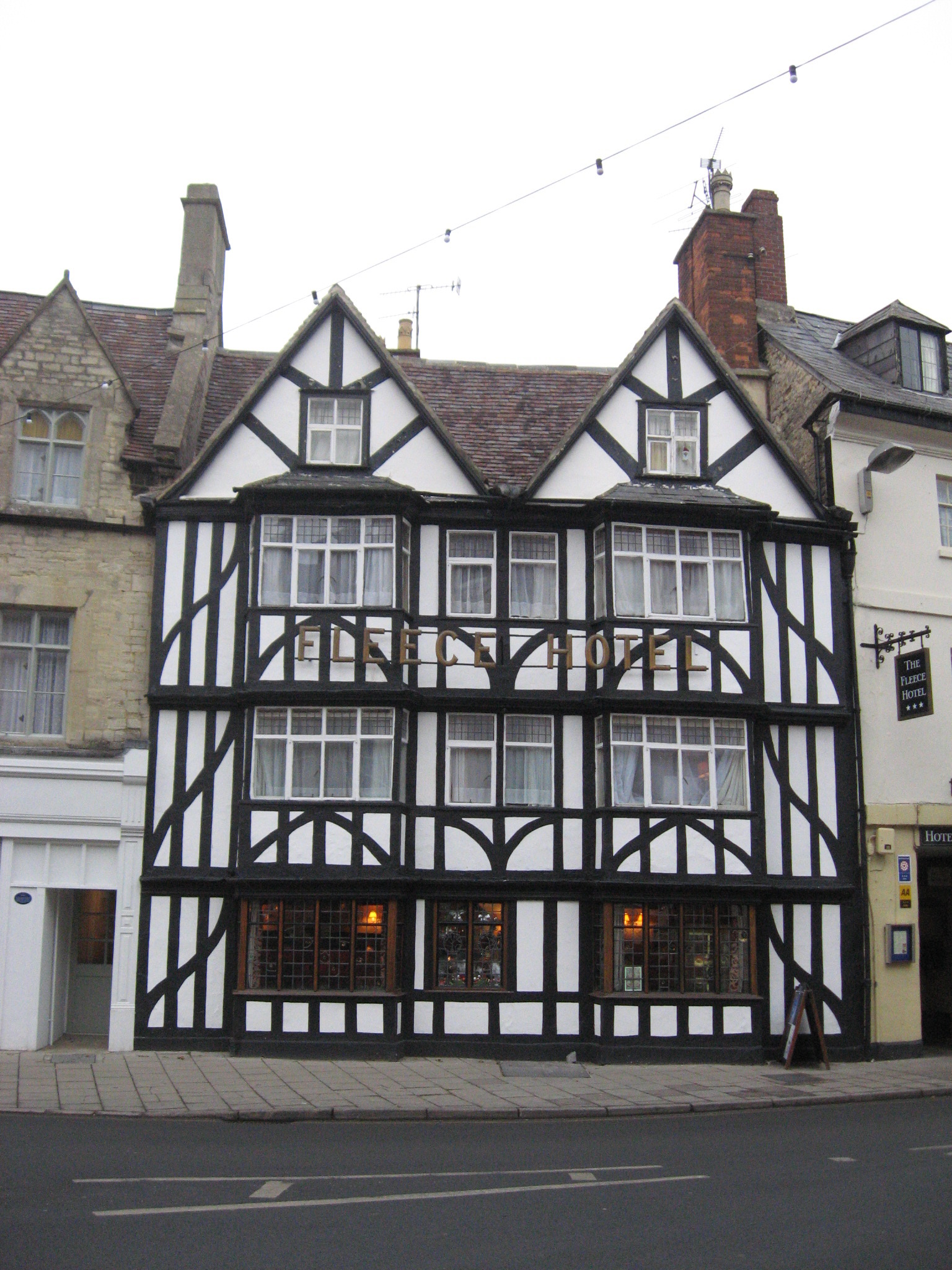
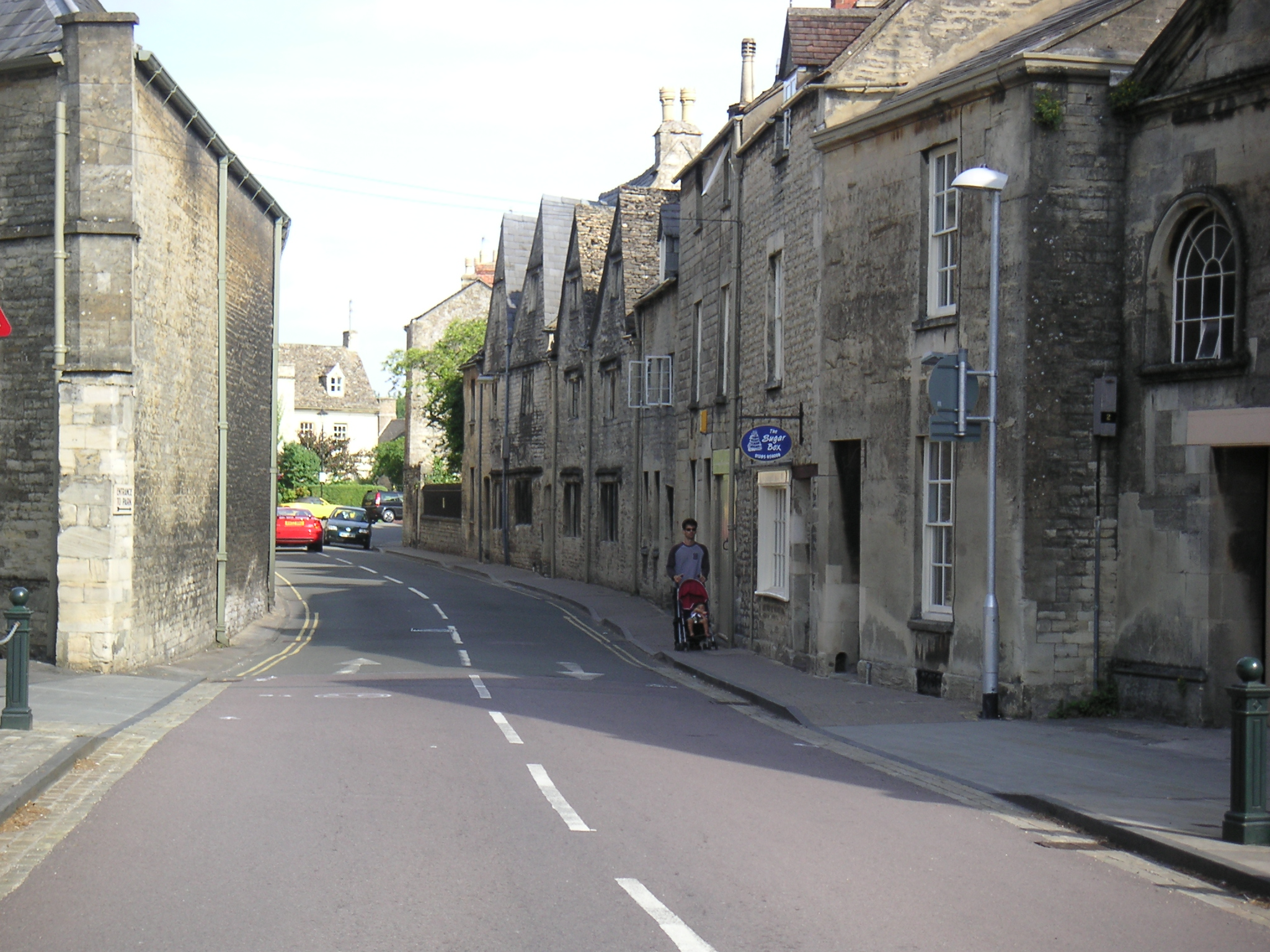
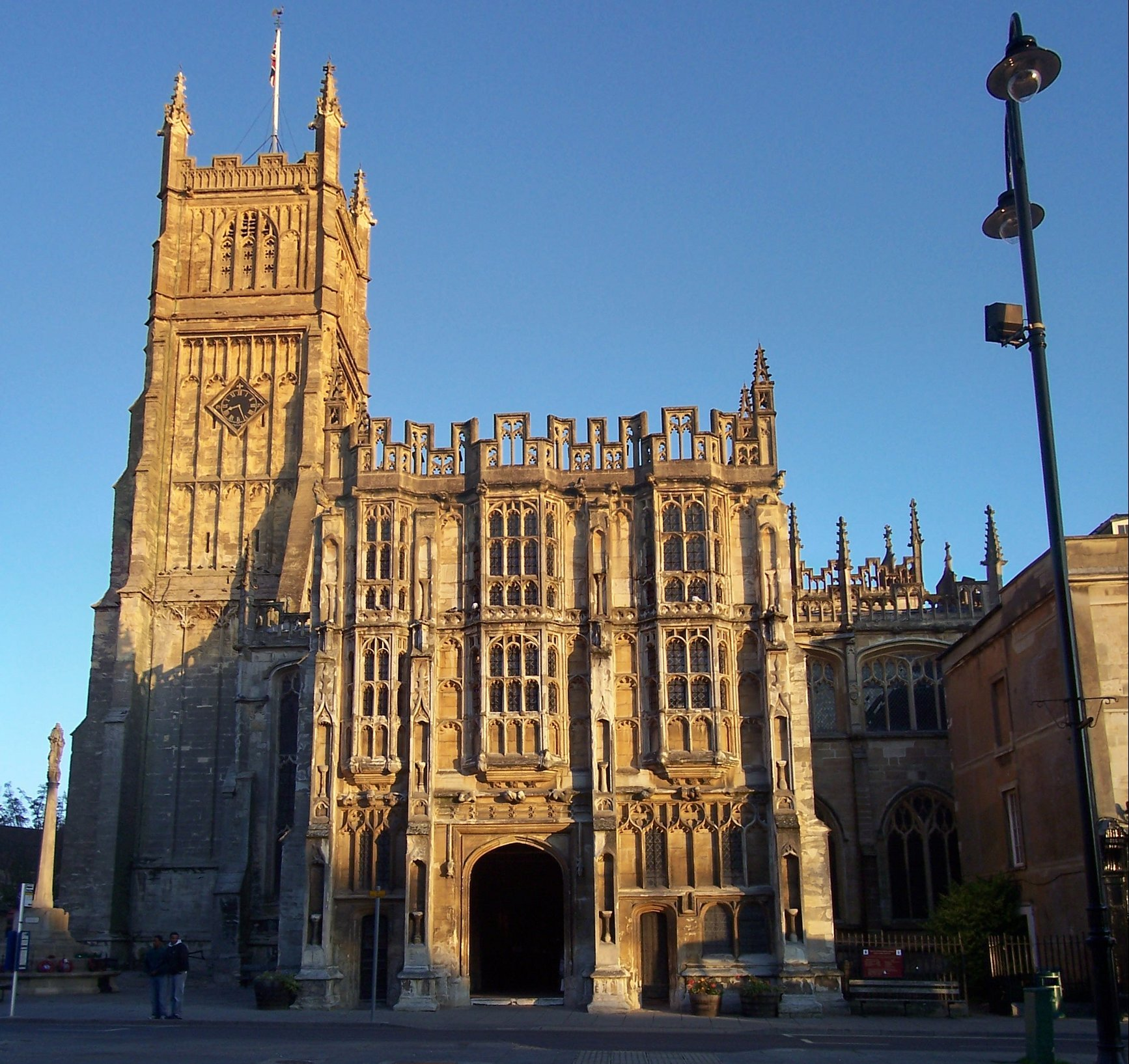
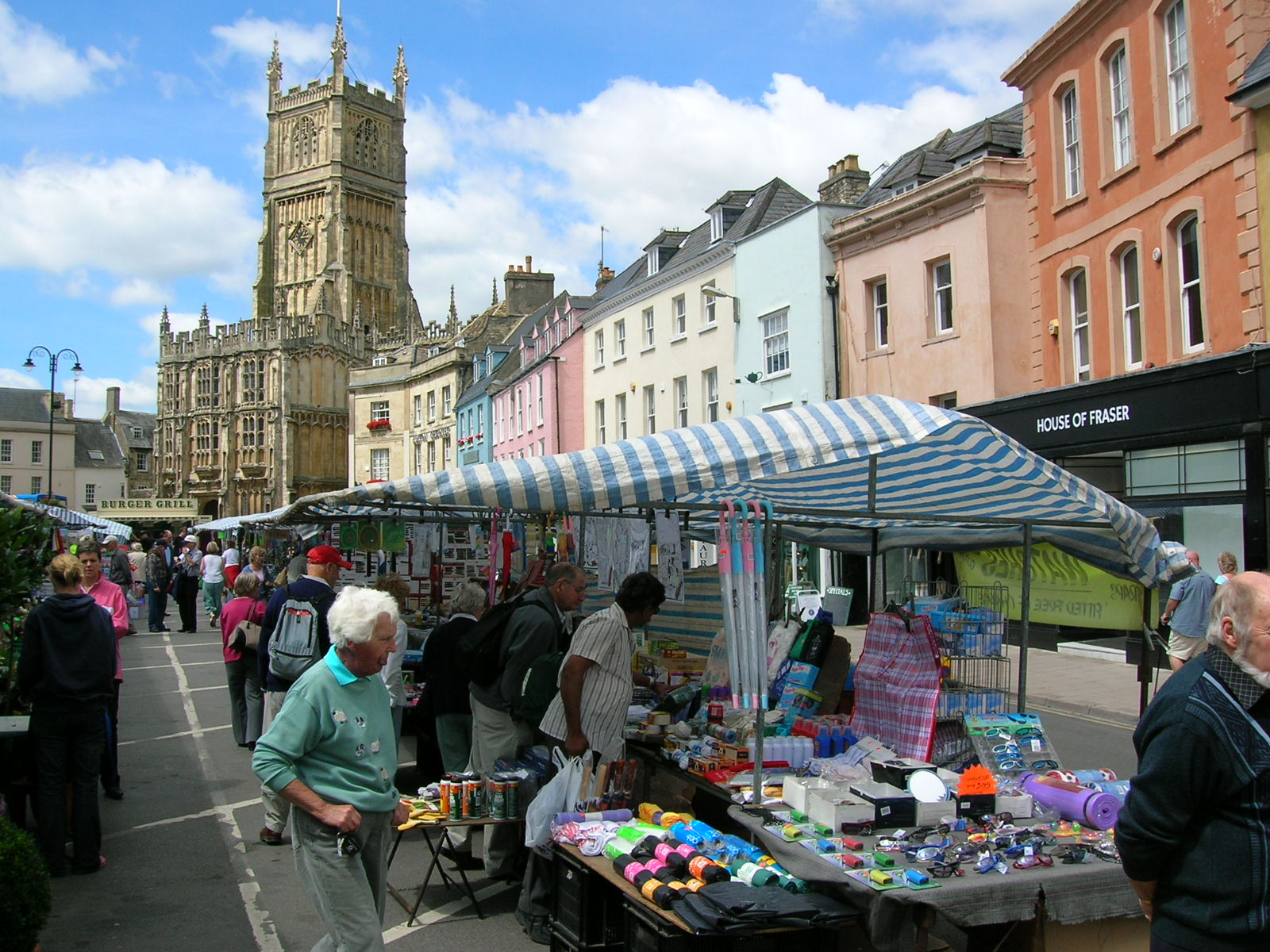

## Geboren
- David Hemery 1944, hordeloper
- Cozy Powell 1947-1998, drummer
- John Woolrich 1954, componist en muziekpedagoog

## Partnersteden
- Itzehoe